# Geyser Waimangu

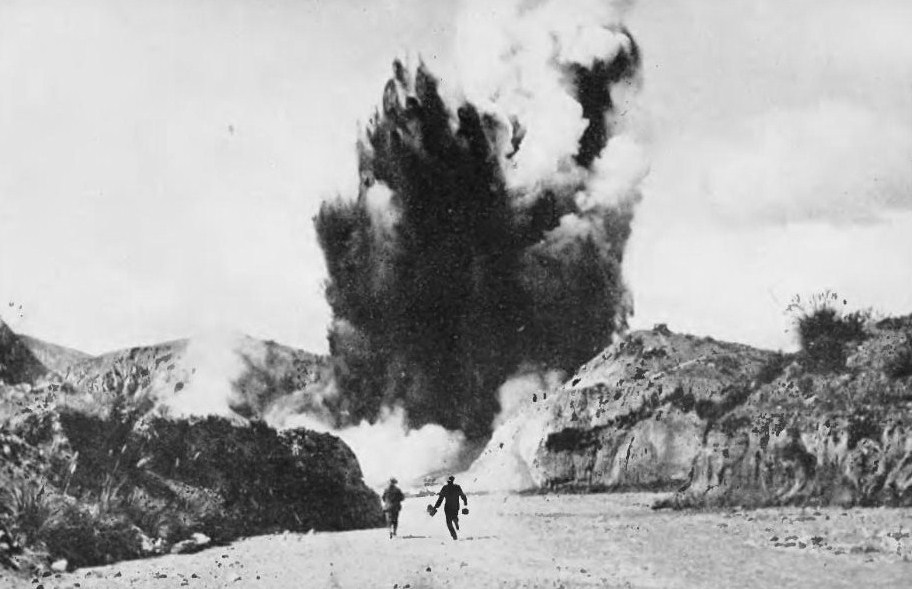
Eruzione del geyser Waimangu (1903)

Il Geyser Waimangu, sito nei pressi di Rotorua in Nuova Zelanda, era un geyser attivo fra il 1900 ed il 1904, allora il più potente al mondo. 
La sua attività prese inizio molto probabilmente con la grande eruzione del monte Tarawera del 1886, che aprì una fessura lunga 17 km che attraversò il lago Rotomahana e la Waimangu Volcanic Rift Valley.
L'eruzione ricoprì una delle meraviglie naturali della Nuova Zelanda, le Terrazze Rosa e Bianche (Pink and White Terraces). 
La prima eruzione registrata del geyser data della fine dell'anno 1900. Le sue eruzioni raggiungevano 1 500 piedi (460 m) di altezza, attirando l'interesse di scienziati e turisti. Le visite, partendo a Rotorua, permettevano di assistere alle eruzioni del geyser che si ripetevano ogni 5-6 ore e un tour organizzato chiamato "Round Trip" prese inizio nell'estate del 1902/1903 per vedere il geyser e la valle di Waimangu. L'acqua eruttata aveva una colorazione nera a causa delle rocce e del fango del terreno circostante; questa fu la ragione per la quale gli indigeni Maori chiamarono il geyser "Waimangu", che significa "Acque Nere". Il geyser diede il suo nome alla regione geotermica circostante, la Waimangu Volcanic Rift Valley.
Nell'agosto 1903, la guida turistica Alfred Warbrick misurò a 15 m la profondità del lago del geyser, che occupava un'area di 80x130 m. La poca profondità del lago venne attribuita al gran numero di materiali solidi che ricadevano nel lago ad ogni eruzione.

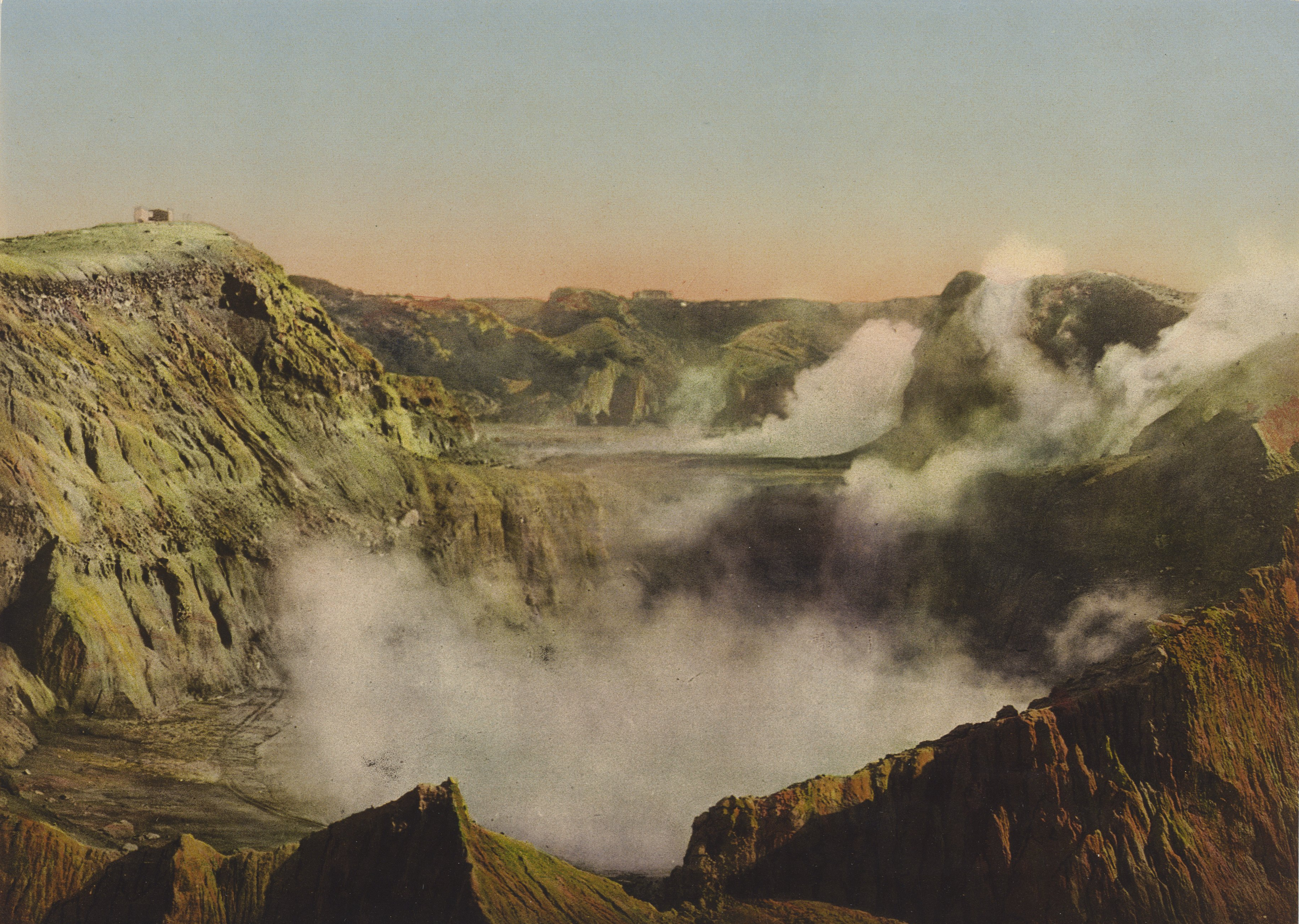
Sito del geyser verso il 1910

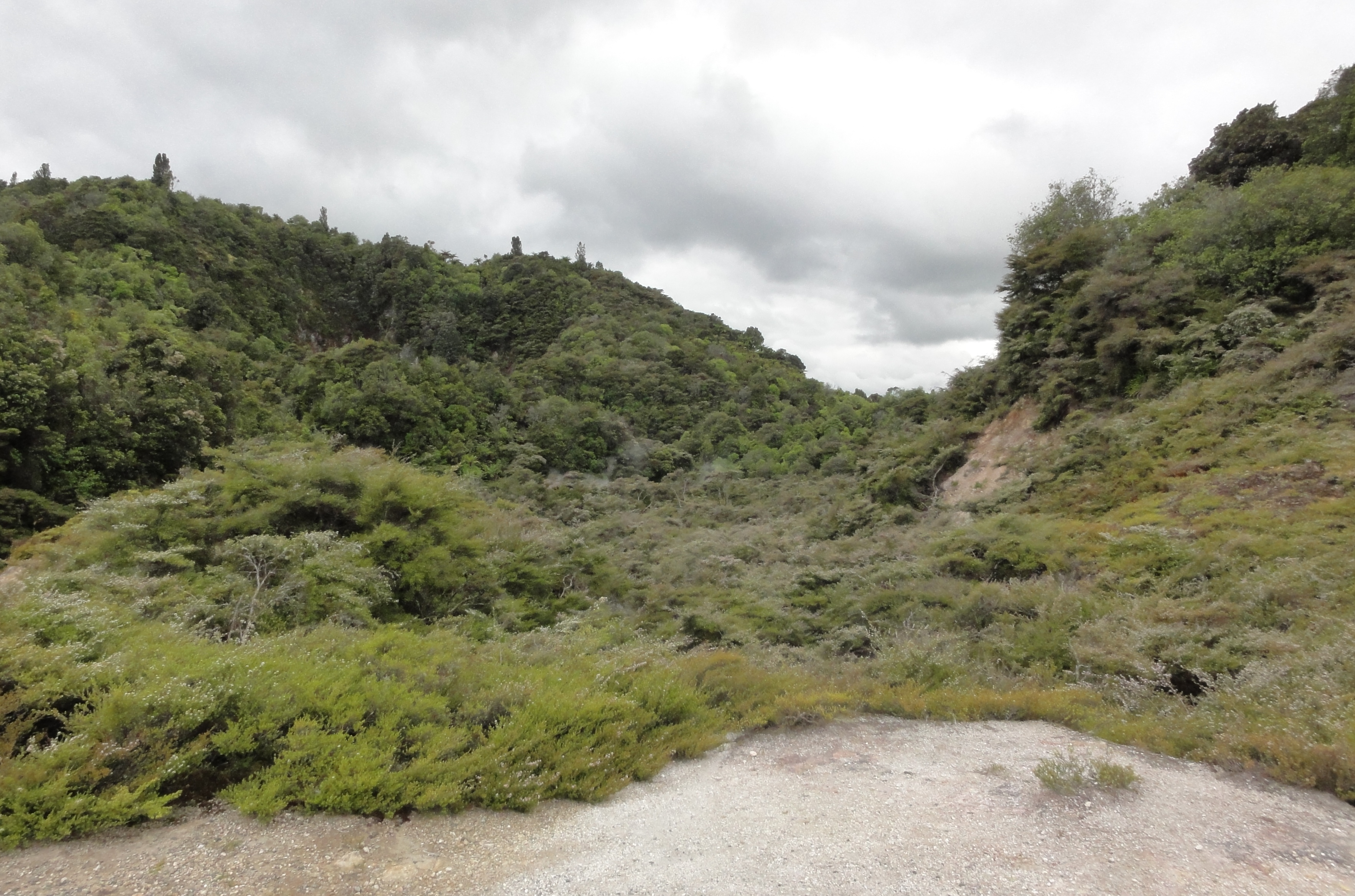
Sito del geyser nel 2011

Verso la metà del 1904, il geyser divenne dormiente per diverse settimane e le eruzioni successive divennero sempre più brevi e deboli, fino a terminare del tutto il 1º novembre 1904. Questa data coincide con una frana che modificò superficie piezometrica della falda freatica del lago Tarawera, spostandola di alcuni metri. Questo evento fu inizialmente collegato con la scomparsa del geyser, ma studi successivi non indicano un diretto collegamento fra i due eventi.
Dopo l'estinzione del geyser, l'attività idrotermica del vicino cratere Echo aumentò, portando alle eruzioni degli anni 1915, 1917 e 1924.